# Kirche Kollm

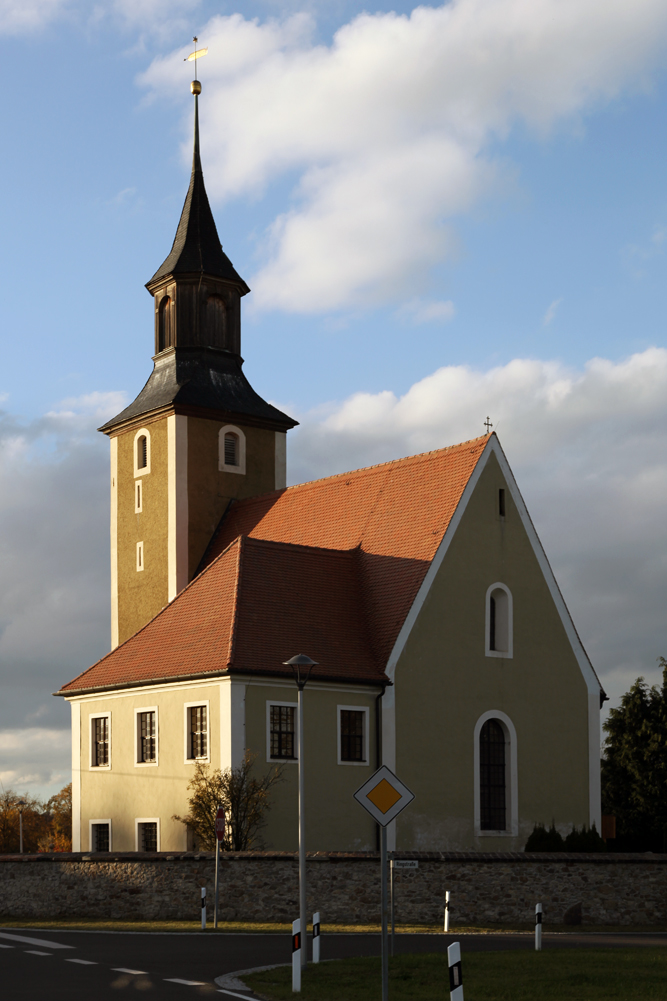
Kirche Kollm (2014)

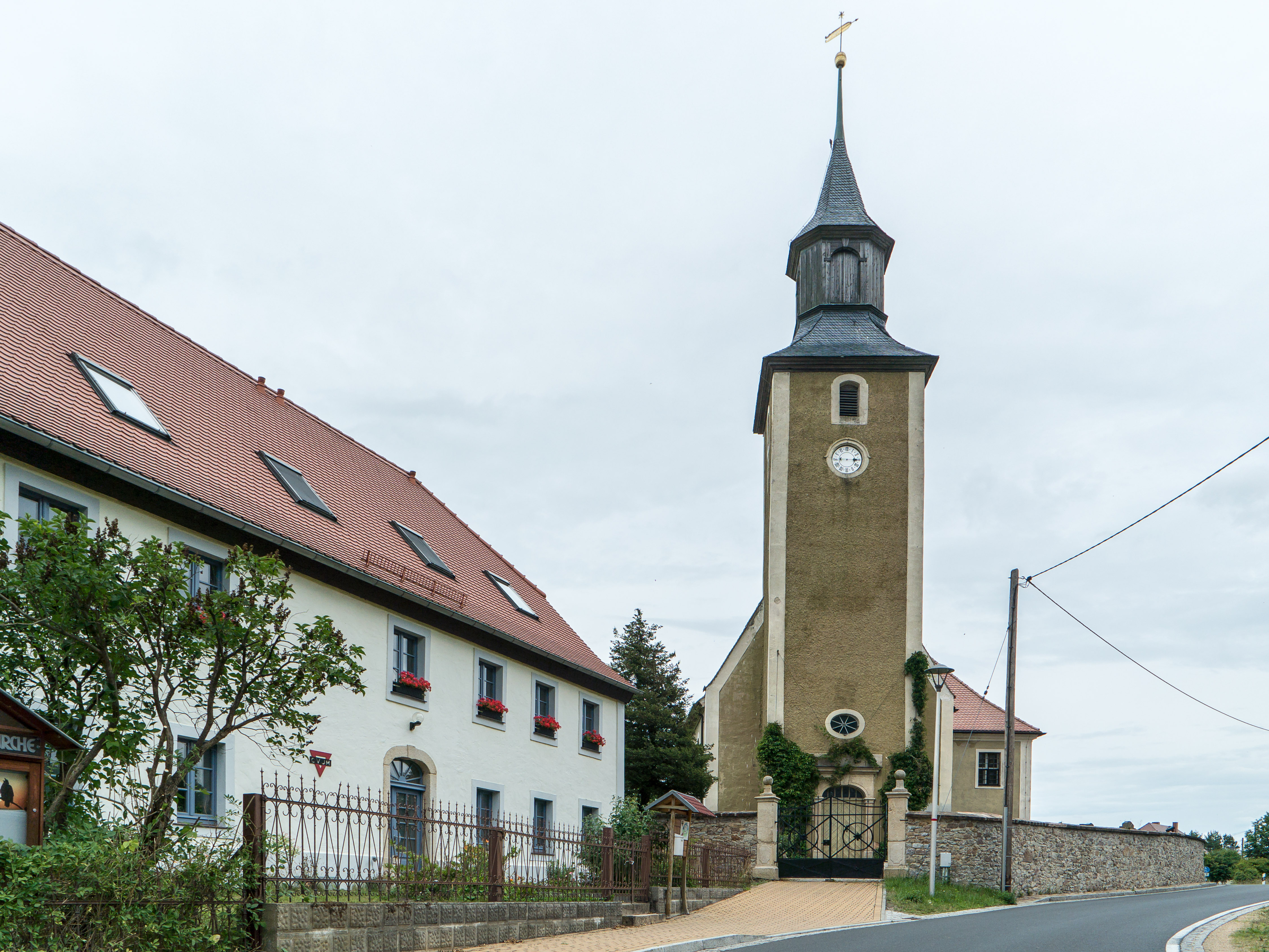
Westseite der Kirche mit Turm (2015)

Die Kirche Kollm ist das Kirchengebäude im Ortsteil Kollm der Gemeinde Quitzdorf am See im Landkreis Görlitz in der sächsischen Oberlausitz. Es gehört der Trinitatisgemeinde am See im Kirchenkreis Schlesische Oberlausitz, der Teil der Evangelischen Kirche Berlin-Brandenburg-schlesische Oberlausitz ist. Die Kirche steht aufgrund ihrer bau- und ortsgeschichtlichen Bedeutung unter Denkmalschutz.

## Baubeschreibung

### Geschichte
Die Kirche zu Kollm wurde bereits in der Kirchenmatrikel des Bistums Meißen erwähnt. Die erste Kirche wurde im Jahr 1560 durch einen Brand zerstört, danach wurde die heutige Kirche gebaut. Im Jahr 1780 wurde unter dem Gutsbesitzer von Nostitz der Westturm angebaut. Dieser wurde 1906 saniert, die Spitze wurde mit Weißblech verkleidet und die Turmkugel wurde vergoldet. Während des Ersten Weltkrieges mussten die drei Bronzeglocken sowie die Orgelpfeifen zugunsten der Waffenproduktion abgegeben werden und wurden eingeschmolzen. Später erhielt die Kirche ein durch den Gutsbesitzer von Miquel gestiftetes neues Geläut, das am Heiligabend 1921 eingeweiht wurde und während des Zweiten Weltkrieges erneut der Waffenproduktion zum Opfer fiel.
Bei Kampfhandlungen gegen Ende des Zweiten Weltkrieges wurde die Kollmer Kirche beschädigt. Sie wurde danach saniert, die Turmhaube wurde 1954 repariert und mit Schiefer verkleidet. 1968 wurden die neuen Kirchenglocken eingeweiht. Zwischen 1983 und 1985 erfolgte eine Restaurierung des Innenraumes, bei der mehrere Wandgemälde erneuert wurden. 1986 ließ die Gemeinde Kollm eine Leichenhalle neben der Kirche errichten. Ende der 1980er und Anfang der 1990er Jahre wurden der Kirchturm und der Innenraum erneut saniert und die Kirche erhielt eine elektrische Bankheizung. 1995 wurde das Dach neu gedeckt, drei Jahre später erhielt die Kollmer Kirche eine neue Turmuhr. Die alte Uhr war im April 1945 zerstört worden und wurde seitdem nicht ersetzt.

### Architektur

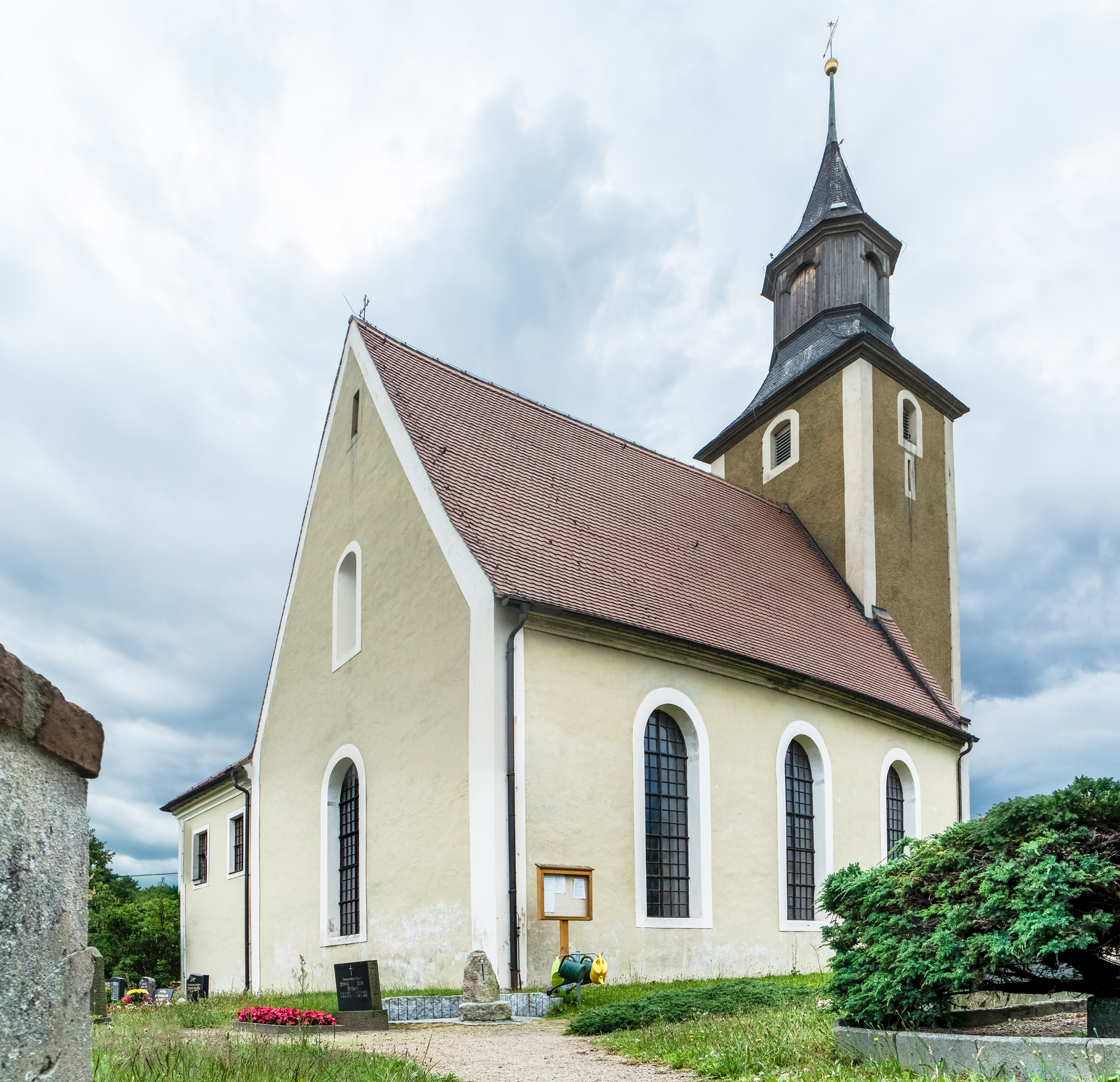
Nordansicht der Kirche in Kollm (2015)

Die Kirche ist ein kleiner Saalbau mit einem steilen Satteldach. An der Südwand ist eine zweigeschossige Patronatsloge angebaut. An der Nordseite befinden sich drei große Rundbogenfenster. Der Ostschluss ist flach mit einem Rundbogenfenster in der Mitte des Untergeschosses und darüber einem leicht versetzten kleineren Rundbogenfenster. Die Logenfenster sind quadratisch, an der Südwand liegt ein Eingangsportal. Der Westturm hat Schallöffnungen zu vier Seiten und wird mit einem Spitzhelm mit Laterne abgeschlossen.

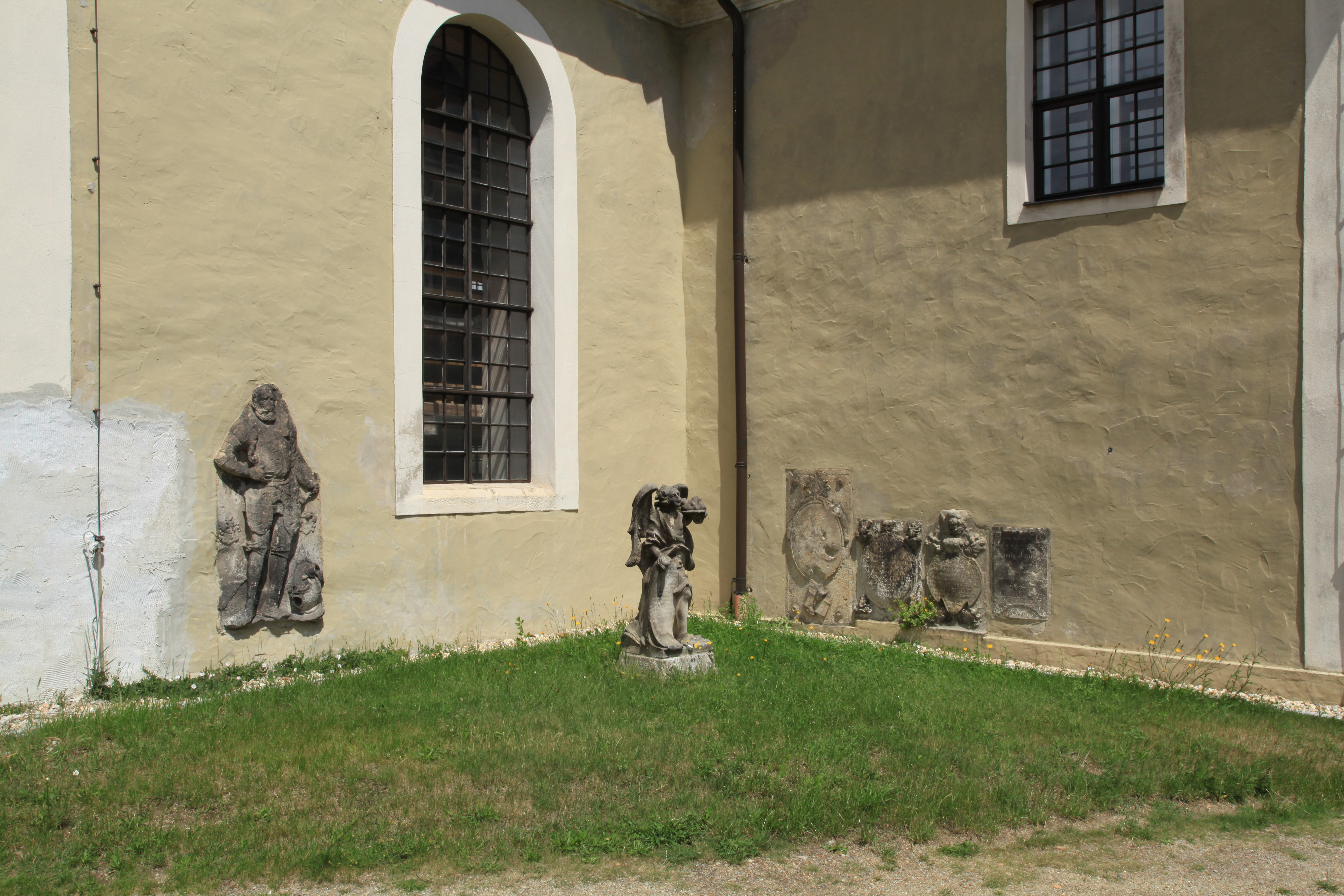
Grabdenkmale an der Außenwand (2012)

Der Innenraum befindet sich im Wesentlichen seit dem 18. Jahrhundert in seinem heutigen Zustand. An der Nord- und Südseite liegen zweigeschossige Emporen, die Westempore ist eingeschossig. An der Ostwand sind Reste einer Wandmalerei erkennbar, die den Heiligen Christophorus zeigt. An der Südwand ist eine Wandmalerei des Wappens der Herren von Temritz aus dem Jahr 1601 vorhanden. Sowohl an der Innen- als auch an der Außenwand der Kirche sind mehrere Grabdenkmale aus dem 16. und 17. Jahrhundert angebracht, die zum Teil farbig gefasst sind. Darunter sind zwei figürliche Grabsteine, einer davon für den 1668 verstorbenen Hans Christoef von Temritz auf Diehsa und Collm. Neben der Kirche, vor der Loge, steht des Weiteren ein Denkmal für den ehemaligen Pfarrer Jan Wahoda/Łahoda (1801–1871) in Form einer Engelsfigur.

## Ausstattung
Zur Ausstattung der Kirche in Kollm gehört ein reich geschnitzter, weiß und grau gefasster barocker Portikuskanzelaltar aus der Mitte des 18. Jahrhunderts, der von dem damaligen Gutsbesitzer Gottfried Ehrenreich von Klüx gestiftet wurde. Der Altar wurde zwischen 1991 und 1993 mit staatlichen Hilfsgeldern restauriert. Das schlichte Taufbecken aus Holz stammt aus dem späten 19. Jahrhundert. 1924 wurde in der Kirche eine Gedenktafel für die im Ersten Weltkrieg gefallenen Soldaten aus Kollm angebracht. Den im Zweiten Weltkrieg gefallenen oder verschollenen Soldaten aus Kollm wird auf einer Inschriftsplatte aus Marmor im Vorraum der Kirche gedacht.
Der geschnitzte Orgelprospekt gehörte ursprünglich der Kirchengemeinde Putzkau und wurde 1738 von der Kirchengemeinde Kollm erworben. 1845 wurde unter Beibehaltung des Prospekts eine neue Orgel mit 567 Orgelpfeifen eingebaut. Einige der Orgelpfeifen wurden während des Ersten Weltkrieges zur Waffenproduktion eingeschmolzen.

## Kirchengemeinde
Um 1500 war Kollm bereits eine Pfarrgemeinde, die zum Sedes Reichenbach gehörte und in die neben Kollm noch das Dorf Horscha eingepfarrt war. Die Kirche Petershain gehörte als Filiale zu Kollm. 1539 wurde die Reformation in Kollm eingeführt, erster evangelischer Pfarrer war Martin Kissitz. Nach der Einführung der Reformation wurde Petershain zunächst eigenständig. 1670 wurde der Ort wieder Tochterkirche von Kollm, bevor der Verbund im Jahr 1844 erneut aufgelöst wurde. 1847 wurde Steinölsa aus der Kirchengemeinde Gebelzig nach Kollm umgepfarrt. Im Jahr 1875 schlossen sich Kollm und Groß Radisch zu einem Pfarramt zusammen. Ein Jahr später wurde Horscha von Kollm nach Petershain umgepfarrt. Heute ist Kollm mit Petershain und See zu einer Kirchengemeinde verbunden.
Um 1848 fand in Kollm jeden Sonntag zuerst eine sorbischsprachige und danach eine deutschsprachige Messe statt. Als der Volkskundler Arnošt Muka die Kirchengemeinde Kollm in den 1880er Jahren besuchte, war diese bereits stark verdeutscht. Etwa 50 Prozent der Einwohner waren damals Sorben. Seit etwa 1874 fanden Gottesdienste auf Sorbisch nur noch alle zwei Wochen statt, dabei jeweils abwechselnd vor beziehungsweise nach der deutschsprachigen Messe. 1884 hatte Kollm 80 sorbische und 433 deutsche Beichtgänger. Der letzte Gottesdienst in sorbischer Sprache fand im Jahr 1898 statt.
Bis 1945 gehörte Kollm zur Evangelischen Landeskirche der älteren Provinzen Preußens. Nach deren Zerfall kam die Kirchengemeinde zur Evangelischen Kirche in Schlesien, die später in Evangelische Kirche der schlesischen Oberlausitz umbenannt wurde und am 1. Januar 2004 mit der Evangelischen Kirche in Berlin-Brandenburg zur Evangelischen Kirche Berlin-Brandenburg-schlesische Oberlausitz fusionierte. Am 1. Januar 2006 wurden die Kirchengemeinden Kollm, Petershain und See zu der neuen Trinitatisgemeinde am See vereinigt. Zunächst gehörte die Kirchengemeinde zum Kirchenkreis Niesky, dieser schloss sich am 1. Januar 2007 mit den Kirchenkreisen Görlitz und Weißwasser zum Kirchenkreis Niederschlesische Oberlausitz zusammen. Seit 2014 gehört Kollm zum Kirchenkreis Schlesische Oberlausitz.